# Domingos de Brito Peixoto
Domingos de Brito Peixoto fut un bandeirante brésilien. Il a vécu au XVIIe siècle. Il a notamment fondé la localité de Santo Antonio dos Anjos de Laguna, aujourd'hui Laguna.